# 이희증
이희종(李希曾, 1486년~1509년)는 조선의 문신이다. 예문관봉교, 사간원정언, 홍문관수찬 등을 지냈으며, 무오사화와 갑자사화 때 사법(史法)을 어지럽힌 자는 처벌하고, 억울하게 죽은 자들은 모두 신원을 복귀시켜 법을 바로 바로 세워야 한다고 주장했다.